# Hamilton North
Hamilton North est une banlieue de la cité d’Hamilton située dans l’Île du Nord de la Nouvelle-Zélande.
Elle n’était pas décrite comme une banlieue jusqu’à qu’il fut nécessaire de la distinguer des autres parties d’Hamilton et en particulier du quartier d'affaires.
Les banlieues de Hamilton Central (en) et Hamilton North furent séparées en 1963.

## Démographie
La zone statistique de Kirikiriroa correspond à Hamilton North.
La banlieue avait une population de 267 habitants lors du recensement de 2018 en Nouvelle-Zélande, en augmentation de 117 personnes (soit 78,0 %) depuis le recensement de 2013 en Nouvelle-Zélande et une augmentation de 138 personnes (soit 107,0 %) depuis le recensemement de 2006.
Il y a 90 logements.
On compte 150 hommes et 117 femmes, donnant un ratio de 1,28 homme pour une femme.
L’âge médian est de 31,2 ans (comparé avec les 37,4 ans au niveau national) avec 24 personnes (soit 9,0 %) âgées de moins de 15 ans, 102 personnes (soit 38,2 %) âgées de 15 à 29 ans, 132 personnes (49,4 %) âgées de 30 à 64 ans et 9 personnes (soit 3,4 %) âgées de 65 ans ou plus.
L’ethnicité est pour 41,6 % européens/Pākehā, 27,0 % Māoris, 5,6 % personnes du Pacifique, 36,0 % asiatiques et 3,4 % d’une autre ethnie (le total peut faire plus de 100 % dans la mesure où une personne peut s’identifier à de multiples ethnies).
La proportion de personnes nées outre-mer est de 40,4 %, comparée aux 27,1 % au niveau national.
Bien que certaines personnes refusent de donner leur religion, 41,6 % des gens n’ont aucune religion, 29,2 % sont chrétiens, 9,0 % sont hindouistes, 4,5 % sont musulmans, 1,1 % sont bouddhistes et 9,0 % avaient une autre religion.
Parmi les personnes ayant au moins 15 ans d’âge, 63 personnes (soit 25,9 %) ont une licence ou un diplôme de niveau supérieur et 36 personnes (soit 14,8 %) n’ont aucune qualification formelle.
Le revenu médian était de 21 100 $, comparé avec les 31 800 $ au niveau national.
Le statut d’emploi des personnes d’au moins 15 ans est pour 120 personnes (soit 49,4 %) employées à plein temps, pour 33 personnes (soit 13,6 %) employées à temps partiel et pour 18 personnes (soit 7,4 %) sans emploi.

## Caractéristiques de Hamilton North

### Le Stadium Waikato
Le Waikato Stadium, autrefois Rugby Park, est un lieu d’évènements sportifs et culturels majeurs, situé dans Hamilton, avec une capacité totale de 25 800 sièges.
Le stadium est une installation multi-usage, bien qu'essentiellement utilisé par la rugby union.

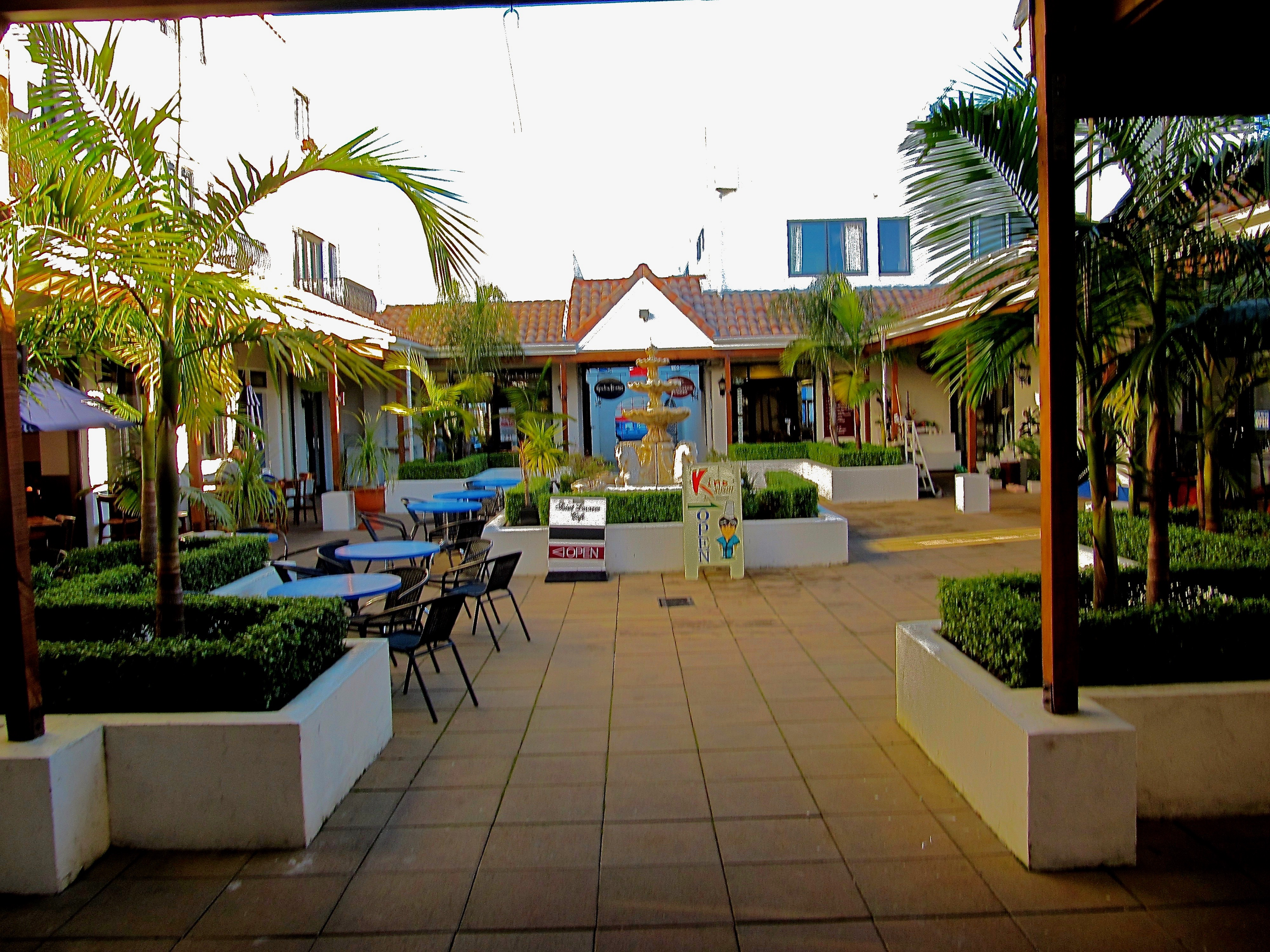
Extrémité nord de Casabella Lane.

### Théâtre Founders
Le théâtre Founders était le lieu le plus important et le plus connu des installations de théâtre avec une capacité de 1 249 places, ouvert en 1961.
Il fut officiellement ouvert le 17 novembre 1962 par le maire Denis Rogers (en) et la fontaine-mémorial Dame Hilda Ross, située devant le théâtre, fut inaugurée par le premier ministre Keith Holyoake en 1963.
Le théâtre assure aussi des fonctions importantes d’hôtel de ville pour la cité, abritant de nombreuses cérémonies civiles ou institutionnelles.
En 2015, le système volant accueillant les rideaux de scène, les lumières, la machinerie de scène, fut considéré comme non sécurisé.
Les portes du théâtre durent fermer le 1er mars 2016, pour des raisons de santé et de sécurité.
Le conseil de la cité sollicita les résidents de la cité de Hamilton afin de décider de son futur et explorait les propositions en 2018.
D’autres investigations classifièrent le théâtre comme à risque, en cas de tremblement de terre, si bien que finalement il sera démoli.
La fontaine adjacente dans Boyes Park fut construite en 1978 pour la somme de 87 000 $ et contient une liste des cérémonies du centenaire de Hamilton.

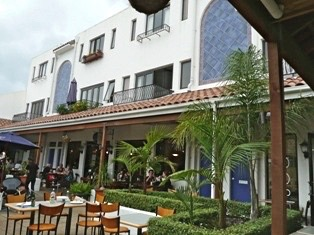
Café de Casabella Lane.

### Casabella Lane

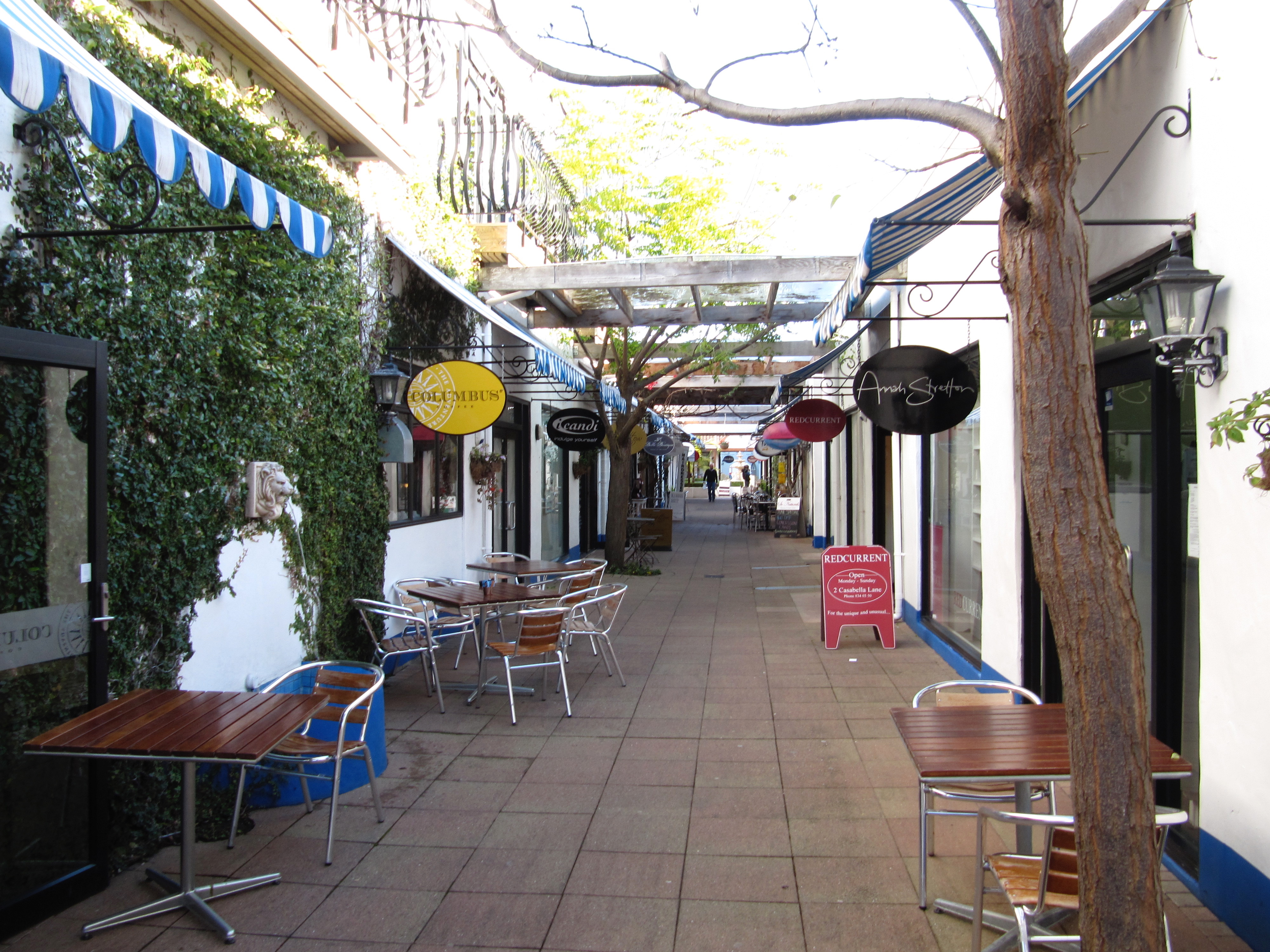
Magasin dans Casabella Lane à Hamilton.

Localisée entre Barton St et Angelsea St, Casabella Lane est une rue de style espagnol avec 21 boutiques et 9 appartements construite vers l’année 2000.

### La Farming Family
The Farming Family fut une donation à la cité par l’homme d’affaire controversé Sir Robert Jones (en), en 1990 pour commémorer la famille d’un fermier ordinaire comme étant le héros de l’histoire d’Hamilton, il a 150 ans.
La statue est une sculpture en bronze de taille humaine, créée par Margriet Windhausen van den Berg, qui a donné lieu à de nombreux débats pour savoir dans quelle mesure elle a voulu célébrer uniquement l’histoire européenne de la région de Waikato.
La famille de fermier consiste en un fermier homme et sa femme, avec deux jeunes enfants, une vache laitière, un mouton et un chien.
La statue est située sur un îlot de circulation au niveau de l’intersection de Victoria Street et d'Ulster Street.
Elle a été décrite comme « raciste et agressive ».